# Federazione Nazionale dei Repubblicani e degli Indipendenti
I Repubblicani Indipendenti (in francese Républicains indépendants, RI), ufficialmente denominati Comitato di Studio e Collegamento dei Repubblicani Indipendenti (Comité d'études et de liaison des Républicains indépendants, CELRI) poi  Federazione Nazionale dei Repubblicani e degli Indipendenti (Fédération nationale des républicains et indépendants,  FNRI) a partire dal 1966, è stato un partito politico francese, d'ispirazione liberale. Fondato nel 1962, divenne un vero e proprio partito politico nel 1966. Il suo leader era Valéry Giscard d'Estaing.
Nel 1977 si trasformò nel Partito Repubblicano, una delle componenti costitutive dell'Unione per la Democrazia Francese.

## Storia

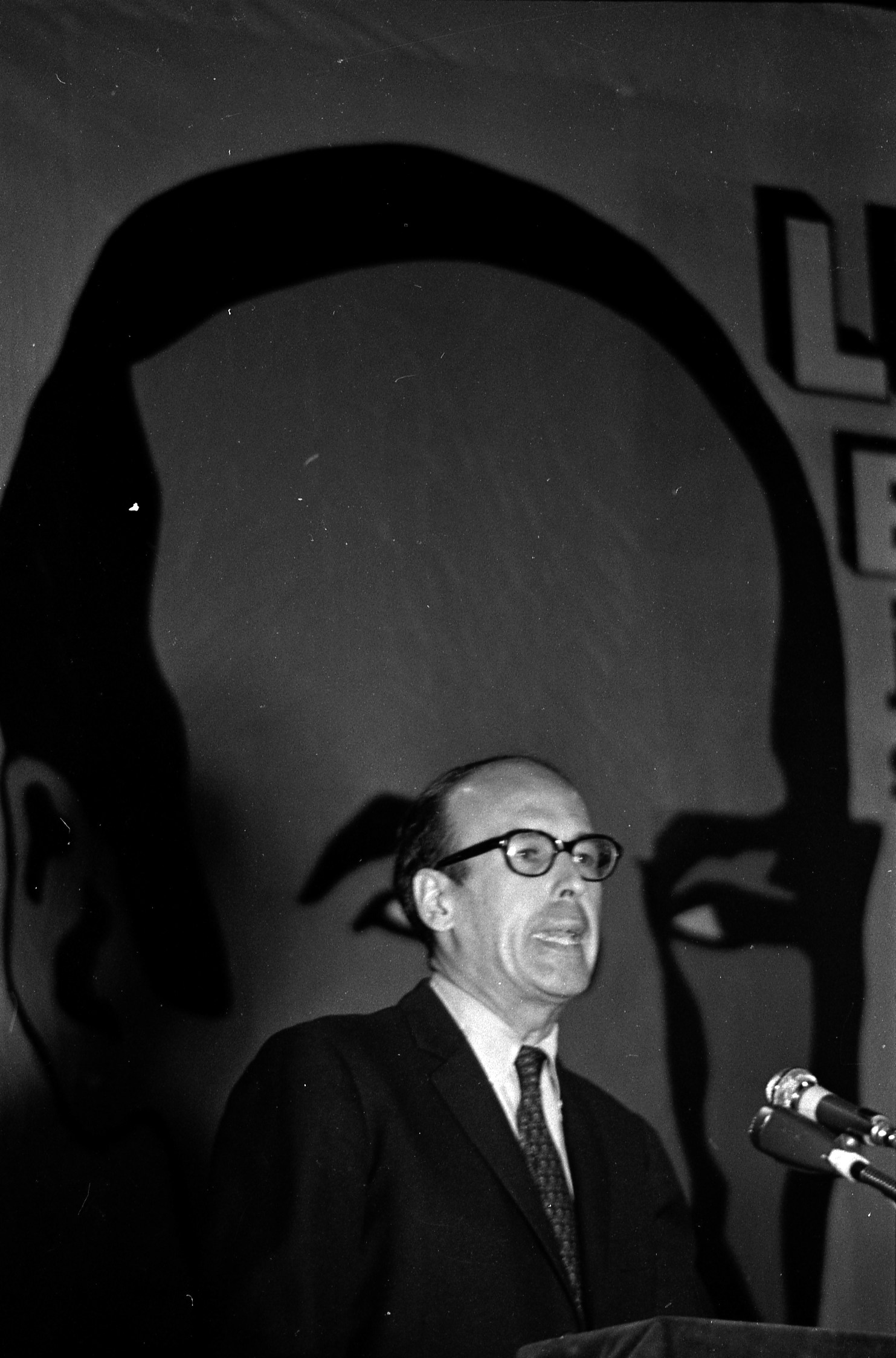
Valéry Giscard d'Estaing, presidente della FNRI, nel 1969

Il Gruppo dei Repubblicani Indipendenti nacque dall'ala liberal-conservatrice del Centro Nazionale degli Indipendenti e dei Contadini (CNIP) ( Centre national des indépendants et paysans). Nel 1962 il CNIP decise di abbandonare il sostegno a Charles de Gaulle a causa del suo euroscetticismo e favore verso il presidenzialismo. I ministri del CNIP rifiutarono però di abbandonare la maggioranza presidenziale.
Sotto la guida del Ministro dell'Economia e Finanza Valéry Giscard d'Estaing, crearono il gruppo dei Repubblicani Indipendenti. Questo gruppo cercò di influenzare la politica del governo francese, impegnandolo verso il liberismo e l'europeismo.
Nel 1966 la tensione tra i Repubblicani e il governo crebbe, tanto che Giscard d'Estaing uscì dal governo stesso. Il gruppo decise così di trasformarsi nella Federazione dei Repubblicani Indipendenti, con a segretario Michel Poniatowski. Giscard d'Estaing definì il suo gruppo come "liberale, centerista e pro-europeo". La Federazione continuò a sostenere la maggioranza di centro-destra, ma su posizioni critiche.
Nel 1969 il partito si divise in merito al referundum proposto sulla regionalizzazione e la riforma del Senato. Giscard d'Estaing si batté per il "no". A seguito della vittoria del "no" Charles de Gaulle si dimise dalla carica di Presidente della Repubblica. Alle successive elezioni la FNRI sostenne il candidato poi vincitore, Georges Pompidou. Giscard D'Estaing tornò nuovamente alla carica di Ministro dell'Economia.
Nel 1974, dopo la morte di Pompidou, Valéry Giscard d'Estaing annunciò la sua volontà di candidarsi alle elezioni presidenziali. Egli fu supportato, oltre che dalla FNRI, anche dal Movimento Riformista e da una parte dei gollisti. Giscard d'Estaing passò al secondo turno, ove non ebbe accesso il gollista Jacques Chaban-Delmas, e fu eletto al secondo turno, battendo François Mitterrand.
Tre anni dopo la FNRI si trasformò nel Partito Repubblicano (PR) che divenne in seguito l'ala liberal-conservatrice dell'Unione per la Democrazia Francese (UDF), creata nel 1978.

## Presidenti
| Presidente               | Periodo   |
| ------------------------ | --------- |
| Valéry Giscard d'Estaing | 1966–1974 |
| Michel Poniatowski       | 1974–1977 |